# Eldar galadrielae
 (avril 2025).
Genre
Espèce
Eldar galadrielae, unique représentant du genre Eldar, est une espèce d'araignées aranéomorphes de la famille des Anyphaenidae.

## Distribution
Cette espèce est endémique du Brésil. Elle se rencontre dans les États de São Paulo, de Rio de Janeiro et d'Espírito Santo.

## Description
Le mâle holotype mesure 3,90 mm et la femelle paratype 4,3 mm, les mâles mesurent de 3,7 à 4,7 mm et les femelles de 3,5 à 5,3 mm.

## Systématique et taxinomie
Cette espèce a été décrite par Oliveira et Brescovit en 2025.
Ce genre a été décrit par Oliveira et Brescovit en 2025 dans les Anyphaenidae.

## Étymologie
Cette espèce est nommée en référence à Galadriel.
Ce genre est nommé en référence aux Eldar.

## Publication originale
- Villanueva-Bonilla, Oliveira, Brescovit, Riccardi, Andrade Santiago & Vasconcellos-Neto, 2025 : « Many problems for a solo mother: maternal care efficiency of the ghost spider of new genus Eldar (Araneae: Anyphaenidae, Anyphaeninae) against new species Pseudogaurax Malloch (Diptera: Chloropidae). » The Science of Nature, vol. 112, no 33, p. 1-19.